# Chebabius angulatus
Genre
Espèce
Chebabius angulatus, unique représentant du genre Chebabius, est une espèce d'opilions eupnois de la famille des Sclerosomatidae.

## Distribution
Cette espèce est endémique de Birmanie.

## Description
L'holotype mesure 4 mm

## Publication originale
- Roewer, 1935 : « Südostasiatische Opiliones der Sammlung Fea und Modigliani des Naturhistorischen Museum in Genua. » Annali del Museo Civico di Storia Naturale Giacomo Doria di Genova, vol. 59, p. 12–25 (texte intégral).